# 유게촌 (교토부)
유게촌(일본어: 弓削村)은 일본 교토부 기타쿠와다군에 설치되었던 촌이다.